# 王振堂
王振堂（英語：J.T. Wang，1954年7月12日—），中華民國專業經理人，生於台灣彰化縣鹿港鎮，曾任宏碁集團董事長與台北市電腦商業同業公會理事長。

## 生平
父親曾任台灣鐵路管理局鹿港貨運服務站主任，在家中排行第14。
1976年國立台灣大學電機系學士，1978年24歲曾任職於美商卡林塑膠，1980年26歲任職於台灣通用器材。
1981年10月進入宏碁集團，時年28歲，1990年擔任宏碁科技公司總經理，2001年接任宏碁公司總經理。
2005年，施振榮任命蔣凡可·蘭奇擔任宏碁全球總經理與執行長，王振堂接任宏碁董事長，形成雙元體制。採取「一個公司、一個品牌、一個全球團隊」與「多產品線、多經銷商、多供應商」的策略。
2007年，為了達到「鞏固歐洲，站穩美國。」以7.1億美元併購美國第四大個人電腦廠商捷威科技（Gateway, Inc.），當時王振堂說道：「宏碁併購一定會成功，如果不成功，我決不戀棧董事長一職，一定辭職。」因為併購案成功，確保宏碁成為全球個人電腦市佔率第三大，使得他成為《亞元雜誌》在當年的「百大最有影響力人物」。
2007年12月，王振堂當選台北市電腦商業同業公會第12屆理事長，三年一任。
2010年《時代雜誌》頒獎給全球百大最具影響力人物，王振堂名列「領袖類」第二名。但在此時，蘭奇與王振堂對公司發展方向產生歧見。
2011年3月31日，宏碁召開臨時董事會，王振堂在會中宣佈解除蘭奇的執行長職位。消息引發外資抛售宏碁股票，宏基股票價格一路下滑，營業額也不斷下降。
2013年11月5日，因宏碁連年虧損，宣布請辭董事長。預計2014年由總經理翁建仁接任，人事命令於6月生效。
2013年11月21日，王振堂與翁建仁雙雙請辭，宏碁董事會決議由施振榮暫代董事長兼全球總裁。
2013年12月19日，台北市電腦公會理事長由和碩科技董事長童子賢接任。
2014年1月22日，宏碁公告，王振堂辭去董事，仍擔任董事會特別顧問至6月。